# Brian Tichy
Brian Tichy (Denville, 18 agosto 1968) è un batterista statunitense, noto per aver suonato con artisti quali Whitesnake, Billy Idol, Ozzy Osbourne, Foreigner e tanti altri.

## Biografia
Brian Tichy comincia a suonare la batteria all'età di otto anni, influenzato principalmente da Peter Criss dei Kiss. Tra il 1986 e il 1990 studia al Berklee College of Music. Nel 1994 si unisce ai Pride & Glory del chitarrista Zakk Wylde. Successivamente diventa un turnista richiesto per diversi artisti, suonando per Slash's Snakepit, Vinnie Moore, Gilby Clarke, Derek Sherinian, Foreigner, Ozzy Osbourne, Glenn Hughes e B'z.
Nel 2005 comincia la sua collaborazione con Billy Idol per cui registra l'album Devil's Playground, contribuendo attivamente alla composizione dei brani. Segue il disco natalizio Happy Holidays, in cui Tichy si cimenta anche al basso e alla chitarra.
Nel 2007 rientra nei Foreigner prendendo il posto di Jason Bonham. La band pubblica il suo primo album dopo quindici anni, Can't Slow Down con Tichy alla batteria nel 2009.
Nel 2010 si unisce agli Whitesnake in occasione delle registrazioni dell'album Forevermore. Lascia il gruppo il 4 gennaio 2013.
Nel 2014 si unisce agli Operation: Mindcrime, band fondata dal cantante Geoff Tate dopo la sua dipartita dai Queensrÿche. Nel 2015 entra a far parte del supergruppo The Dead Daisies.

## Discografia
Con i Pride & Glory
- Pride & Glory (1994)

Con Billy Idol
- Devil's Playground (2005)
- Happy Holidays (2006)
- Idolize Yourself: The Very Best of Billy Idol (2008)

Con i Foreigner
- Can't Slow Down (2009)

Con gli Whitesnake
- Forevermore (2011)
- Made in Japan (2013)
- Made in Britain/The World Record (2013)

Con gli Operation: Mindcrime
- The Key (2015)
- Resurrection (2016)

Con i The Dead Daisies
- Revolución (2015)
- Make Some Noise (2016)
- Live & Louder (2017)
- Radiance (2022)

Altri album
- Vinnie Moore - Out of Nowhere (1996)
- Gilby Clarke - Rubber (1998)
- Shameless - Backstreet Anthems (1999)
- Shameless - Queen 4 a Day (2000)
- B'z - Eleven (2000)
- Gilby Clarke - Swag (2002)
- Derek Sherinian - Black Utopia (2003)
- B'z - Big Machine (2003)
- Kenny Wayne Shepherd - The Place You're In (2004)
- Derek Sherinian - Mythology (2004)
- Tak Matsumoto Group - TMG I (2004)
- Derek Sherinian - Blood of the Snake (2006)
- Marco Mendoza - Live for Tomorrow (2007)
- Derek Sherinian - Molecular Heinosity (2009)
- Ace Frehley - Anomaly (2009)
- T & N - Slave to the Empire (2012)
- Artisti vari - Ronnie James Dio - This Is Your Life (2014)
- Lynch Mob - Sun Red Sun (2014)
- Sweet & Lynch - Only to Rise (2015)
- Lynch Mob - Rebel (2015)
- Sweet & Lynch - Unified (2017)